# Murdannia gardneri
Murdannia gardneri là một loài thực vật có hoa trong họ Commelinaceae. Loài này được (Seub.) G.Brückn. mô tả khoa học đầu tiên năm 1930.